# Hokota
Hokota (jap. 鉾田市 Hokota-shi) ist eine Stadt in Japan in der Präfektur Ibaraki.

## Geographie
Hokota liegt südlich von Mito und nördlich von Kashima am Pazifischen Ozean.

## Geschichte
Die Stadt Hokota wurde am 11. Oktober 2005 aus den ehemaligen Gemeinden Asahi, Hokota und Taiyo gegründet.
Die Naturkatastrophe des Tōhoku-Erdbebens am 11. März 2011 mit dem nachfolgenden Tsunami forderte in Hokota einen Toten. 98 Wohngebäude wurden völlig und 742 weitere teilweise zerstört.

## Verkehr
- Zug:
  - Kashima-Rinkai-Eisenbahn
- Straße:
  - Nationalstraße 51, 124, 354

## Angrenzende Städte und Gemeinden
- Kashima (Ibaraki)
- Namegata
- Omitama